# 索平 (红色高棉)
索平（高棉語： So Phim，1925年—1978年6月），原名索万纳（So Vanna），柬埔寨政治家、共产主义者。他是民主柬埔寨及红色高棉领导人之一。
索平出生在柴桢省，他在很早就参加反法运动，具有越南的背景，后来参加红色高棉。1963年2月，被选举为柬埔寨共产党中央委员会常务委员，党内序列第四。1960年起，担任柬埔寨共产党的东部大区书记。
1978年，他被怀疑与越南勾结阴谋发动政变，与400多名干部一起被捕，送往金边的S-21监狱拷问，途中他夺取了护卫人员的枪支并开枪自杀。
担任副总理的温威受到此事件的牵连而被捕，供认自己同索平密谋政变。温威遭到处决，索平手下被捕的干部也被全部处决。
索平有一女，与西北大区书记宁罗之子结婚。